# Rubies
Rubies es una localidad española, hoy día deshabitada, del municipio de Camarasa, perteneciente a la provincia de Lérida, en la comunidad autónoma de Cataluña.

## Historia
Hacia mediados del siglo XIX el lugar, perteneciente al distrito municipal de Fontllonga, tenía contabilizadas 8 casas. Aparece descrito en el decimotercer volumen del Diccionario geográfico-estadístico-histórico de España y sus posesiones de Ultramar de Pascual Madoz de la siguiente manera:

RUBIES: l. del distrito municipal de Fotllonga en la prov. de Lérida (9 leg.) , part. jud. de Balaguer (6), aud terr. y c g. de Barcelona (25), priorato de Sta. Maria de Meyá (1 1/2). sit. en un vallado, á la vertiente del Montsech, donde reinan los vientos del E y N.; el clima, aunque templado, es propenso á calenturas tercianarias, pútridas y catarros. Se compone de 8 casas y una capilla dedicada á la Virgen, aneja de la parr. de Perauba. Su térm. confina con el de Llimiana por el N. (3/4); E. Sta. María de Meyá (1/2); S. con el mismo y Perauba (1/2), y O. Rio Noguera Pallaresa; brotan en el varias fuentes potables de buena calidad, teniendo algunos montes tales como el Montsech al N. y al E. Cabrera, poblados de matorrales, encinas y robles. El terreno es montuoso, tenaz, pedregoso y árido; le cruzan los caminos que dirigen á los pueblos limítrofes en estado transitable, la correspondencia se recibe por espreso que mandan los interesados á la carteria de Villanueva de Meyá los lunes, miércoles y sábados. prod.: centeno, cebada, patatas y vino; cria ganado vacuno, cabrio y de cerda, y caza de perdices, liebres y conejos. pobl., riqueza y contr.: con el ayunt.
(Madoz, 1849, p. 586)

Rubies figura también en el Diccionario universal de la lengua castellana: ciencias y artes, enciclopedia de los conocimientos humanos (1881). En la actualidad es un despoblado.

## Patrimonio

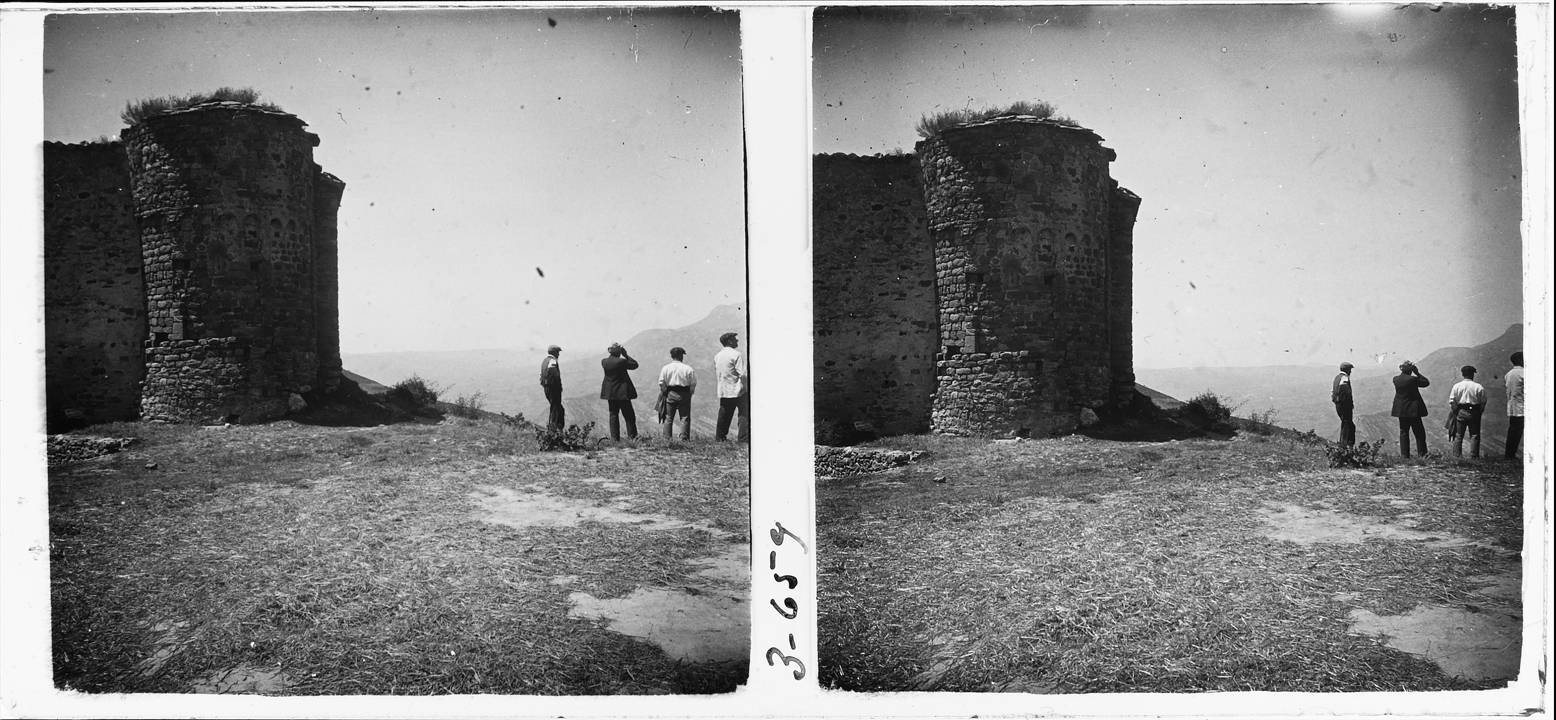
Ábside de la iglesia

En el lugar se encuentran los restos de un antiguo castillo, además de los de una iglesia bajo la advocación de Santa María.